# Vedder River
Der Vedder River ist ein rechter Nebenfluss des Sumas River in der kanadischen Provinz British Columbia und im US-Bundesstaat Washington. Oberhalb der Vedder Bridge bei Flusskilometer 13 heißt der Fluss Chilliwack River.
Der Name „Chilliwack“ kommt aus der Indianersprache Halkomelem, was so viel wie „Tal der vielen Flüsse“ heißt.

## Flusslauf
Der Fluss entspringt als Chilliwack River unterhalb dem Hannegan Pass in Washingtons North Cascades National Park, fließt nördlich über die kanadisch-amerikanische Grenze und schließlich in den Chilliwack Lake. Der Fluss fließt, ab der unteren Hälfte, durch Hells Gorge, eine tiefe, gefährliche und unzugängliche Schlucht. Noch vor der Grenze fließt er mit dem Little Chilliwack River zusammen. An der Mündungsstelle in den See befindet sich ein kleiner Sandstrand. Er verlässt  im Norden den See und fließt durch das Chilliwack River Valley, um das Fraser Lowland, auf der Südseite von Chilliwack, zu verlassen. Bei Vedder Crossing fließt der Fluss mit dem Sweltzer River zusammen, fließt durch eine Brücke und wird zum Vedder River. Danach fließt der Fluss nordwestlich in den Sumas River, um  mit dem Fraser River, am nordöstlichen Ende der Sumas Mountains, zusammenzufließen. Zwischen Vedder Crossing und dem Zusammenfluss mit dem Sumas River durchquert der Fluss die Fraser Auen, welche die umliegenden Städte und Felder vor Überflutungen schützt und Teil des Bewässerungssystems ist, das Sumas Lake in Sumas Prairie verwandelte.
Flussabwärts der Vedder Crossing Bridge markiert der Vedder River die Grenze zwischen Yarrow und Greendale.

## Geschichte
Vor einem schweren Regen im Jahr 1875 floss der Chilliwack River, nördlich von Vedder Crossing, über einen breiten Schwemmkegel, wurde dann durch ein Hindernis in den Vedder Creek und den Luckakuk Creek geteilt. Das verursachte Armut bei dem Farmern in der Umgebung. Im Jahr 1882 wurde eine neue Sperre errichtet, welche die verschiedenen Ströme nach Westen verschob und sie jetzt in den jetzt abgelassenen Sumas Lake laufen ließ. Ein Hochwasser im Jahr 1894 festigte den neuen Verlauf. Im frühen 20. Jahrhundert wurde der geteilte Fluss eingedeicht und kanalisiert. Heutzutage wechselt der Chilliwack River bei Vedder Crossing seinen Namen zu Vedder River und wird weiter flussabwärts zum Vedder Canal. Der Vedder Canal wurde 1920, als Teil der Anstrengungen den Sumas Lake trocken zu halten, errichtet. Der ehemalige Verlauf des Chilliwack River, hinter Vedder Crossing, ist heute als Chilliwack Creek bekannt und fließt nördlich in den Fraser River.
Der Chilliwack River wurde von der Northwest Boundary Survey von 1857 bis 1862 als Mittel, um auf den 49. Breitengrad zuzugreifen und somit die Grenze zwischen Amerika und Kanada zu vermessen, verwendet. Die Zuflüsse Liumchen Creek, Tamihi Creek, Damfino Creek, Slesse Creek, Nesakwatch Creek, Klahailhu Creek and Depot Creek überqueren den 49. Breitengrad. Die Amerikanischen und Britischen Vermessungsämter gründeten Basen, von denen Expeditionen in Richtung der trockenen Chilliwack- und Skagit River Gebiete gestartet wurden. Die Whatcom Trail folgte dem Hauptteil des Chilliwack Rivers.

## Nutzung
Der Vedder River Campingplatz, welcher von Cultus Lake Parks betrieben wird, ist das ganze Jahr über geöffnet.
Der Vedder-Chilliwack River ist für die Wanderungen der Königslachse, Silberlachse, Buckellachse, Rotlachse und der Regenbogenforellen bekannt.
Die Rudermeisterschaften der British Empire and Commonwealth Games 1954 wurden auf dem Vedder Canal gehalten.

## Zuflüsse
Zuflüsse in den Vereinigten Staaten
- Indian Creek
- Bear Creek
- Little Chilliwack River

Zuflüsse in Kanada
- Centre Creek
- Nesakwatch Creek
- Foley Creek
- Chipmunk Creek
- Slesse Creek
- Tamihi Creek
- Liumchen Creek
- Sweltzer River